# Acaudina
Acaudina is een geslacht van zeekomkommers uit de familie Caudinidae. De wetenschappelijke naam van het geslacht werd in 1908 voorgesteld door Hubert Lyman Clark.

## Soorten
- Acaudina bacilla Cherbonnier & Féral, 1981
- Acaudina demissa (Sluiter, 1901)
- Acaudina leucoprocta (H.L. Clark, 1938)
- Acaudina molpadioides (Semper, 1867)
- Acaudina pellucida (Semper, 1867)
- Acaudina punctata (Sluiter, 1887)
- Acaudina rosettis O'Loughlin & Ong, 2015
- Acaudina suspecta Cherbonnier & Féral, 1981